# Lophosia bicincta
Lophosia bicincta là một loài ruồi trong họ Tachinidae.